# Joseph Barthel
Pour les articles homonymes, voir Barthel.
 (juin 2023).
Joseph Barthel, également appelé Josy Barthel, est un athlète puis ministre luxembourgeois, né le 24 avril 1927 dans la localité de Mamer (grand-duché de Luxembourg) et mort le 7 juillet 1992 dans la ville de Luxembourg.
En étant médaillé d'or du 1 500 m hommes aux Jeux olympiques d'été de 1952 à Helsinki, il devient le deuxième athlète luxembourgeois de l'histoire à avoir remporté un titre mondial ou olympique.

## Biographie
Joseph Bartel naît en 1927 à Mamer au Luxembourg.
Ses talents de coureur de demi-fond sont remarqués lors du championnat mondial militaire en 1947 à Berlin, où il est vainqueur sur 800 mètres. Lors du championnat mondial militaire suivant, à Bruxelles, il remporte le 800 mètres et le 1 500 mètres.
Aux Jeux olympiques de 1948 à Londres, il parvient à se hisser en finale, où il doit se contenter de la neuvième place[réf. souhaitée]. 
En 1949, lors du championnat mondial des étudiants, il est vainqueur au 1 500 mètres. En 1951, au même championnat, il remporte le 800 mètres et le 1 500 mètres.
En 1952 aux Jeux olympiques d’Helsinki, il gagne le 1 500 mètres après un sprint final phénoménal, devançant l'Américain Bob McMillen et l'Allemand Werner Lueg. L'hymne national luxembourgeois n'a néanmoins pu être joué pour la remise des médailles, car l'orchestre n'en avait pas la partition.
Entre 1946 et 1956, il est onze fois de suite champion national luxembourgeois.
Josy Barthel est ensuite président de la Fédération luxembourgeoise d’athlétisme de 1962 à 1972, puis président du Comité olympique et sportif luxembourgeois de 1972 à 1977.
En dehors de son activité sportive, Josy Bartel, est ingénieur chimiste diplômé ; il exerce ainsi la fonction de commissaire à la Protection des eaux. Dans le gouvernement luxembourgeois, il est ministre du 16 septembre 1977 au 20 décembre 1984, notamment pour superviser les transports, l’énergie, l’environnement, le tourisme, les communications.
Le stade Josy-Barthel, stade d’athlétisme et de football situé dans la ville de Luxembourg, porte son nom.